# Émile Albrecht
Émile Albrecht (født 1897, død 11. februar 1927) var en schweizisk roer som deltog i OL 1924 i Paris.
Albrecht blev olympisk mester i roning under OL 1924 i Paris. Han vandt i firer med styrmand. De andre på holdet var Alfred Probst, Eugen Sigg, Hans Walter og Walter Lossli (styrmand).
Det samme hold (uden styrmanden) kom også på en tredjeplads i firer uden styrmand i samme OL.